# Estigmene griseata
Estigmene griseata là một loài bướm đêm thuộc phân họ Arctiinae, họ Erebidae.